# Собор Пресвятого Имени Пресвятой Девы Марии (Минск)
Архикафедральный собор Пресвятого Имени Пресвятой Девы Марии (бел. Архікафедральны касцёл Найсвяцейшага Імя Найсвяцейшай Панны Марыі) — католический кафедральный собор в стиле виленского барокко, главный католический храм в Минске,Беларусь

## Название
Непосредственно в рамках системы канонического права Католической Церкви костёл назван в честь Пресвятого Имени Марии (лат. Ecclesia Archicathedralis Sanctissimi Nominis Mariae), однако при регистрации религиозной общины как субъекта светского права Республики Беларусь, по причине определённых неточностей при переводе с латинского языка и заполнении документов, костёл и приход при нём были зарегистрированы как «Имени Пресвятой Девы Марии» (бел. Імя Найсвяцейшай Панны Марыі). Эти нюансы привели к одновременному использованию обоих вариантов названия, однако объектом религиозного культа прихода при костёле является именно Пресвятое Имя Богородицы, что влияет, в том числе, и на отмечание престольного праздника.

## История
История общества Иисуса в Минске начинается в середине XVII века, когда в город прибыли первые члены общества. В 1683 году было начато строительство монастыря, а 24 октября 1700 года был заложен каменный монастырский храм. Благодаря многочисленным пожертвованиям строительство шло быстро, в 1708 году был закончен интерьер, а 16 марта 1710 года виленский епископ Константин Казимир Бжостовский освятил иезуитский костёл во имя Иисуса, Марии и св. Барбары.
В последующие несколько десятилетий храм претерпел ряд перестроек. По бокам пресвитерия были пристроены две часовни, в 1732 году были завершены две башни главного фасада, придавшие храму современный облик.
В 1773 году под давлением светских властей европейских стран орден иезуитов был временно запрещён папой Климентом XIV, в связи с чем иезуитский храм Минска получил статус обычного приходского. В 1798 году был создан Минский диоцез, и храм изменил свой статус, став кафедральным собором, освящённым в честь имени Пресвятой Девы Марии. В 1800 и 1853—1854 годах в храме проходили реставрационные работы.
В 1951 году храм был закрыт, его две башни снесены, а центральный фасад значительно перестроен, в здании до начала 1990-х находился «Дом физкультурника». В 1993 году храм вернули Католической церкви, в 1997 году он был повторно освящён. В ходе реставрационных работ в 1990—2000-х годах был полностью восстановлен его первоначальный облик.

## Архитектура
Собор Пресвятого Имени Пресвятой Девы Марии — трёхнефная базилика без трансепта. Пространство поделено на нефы шестью колоннами, центральный неф заканчивается полукруглой апсидой, по бокам которой расположены две капеллы — св. Троицы и св. Фелициана. Главный фасад в стиле виленского барокко обрамлён двумя башнями. Башни многоярусны, над уровнем центрального карниза возвышаются три яруса, башни увенчаны крестами. Над портиком главного фасада находится треугольный фронтон, над карнизом портика расположен балкон с балюстрадной оградой.
В интерьере особую ценность представляют фрески, которые были заштукатурены в советское время, ныне идёт их раскрытие и реставрация.